# Ungefähre Landschaft
Ungefähre Landschaft ist – nach Agnes – der zweite Roman von Peter Stamm, erschienen 2001 im Arche Verlag.

## Handlung
Dem Roman stellt Peter Stamm eine Gedichtzeile Paul Celans voran: „Du sei wie du, immer.“
Der vorwiegende Ort der Handlung ist ein kleiner Hafen im äußersten Norden Norwegens während der Polarnacht, mehr Dorf als Stadt, die zentrale Figur ist die 28-jährige Kathrine. Sie arbeitet als Zöllnerin, ist zum zweiten Mal verheiratet und hat aus erster Ehe einen achtjährigen Sohn. Weiter südlich als nach Hammerfest, der nördlichsten Stadt Europas, ist Kathrine noch nie gekommen. Die erste Ehe kam wegen der Schwangerschaft zustande und scheiterte an der Trunksucht des Mannes. Mit dem zweiten Mann hat sie in eine gut situierte kleinbürgerliche Familie eingeheiratet, aus Sicherheitsbedürfnis und ohne Liebe.
Kathrine hasst die Dunkelheit. Im Winter ist ihr, „als lebe sie nicht“. Abwechslung in ihr monotones Leben bringen die Gespräche mit einem russischen Kapitän, dessen Schiff sie als Zollbeamtin zu kontrollieren hat, wenn er gerade wieder angelegt hat, und dem gegenüber sie durch die Finger sieht. Bei einem ihrer Gespräche an Bord fragt er sie, warum sie nicht endlich weggehe von hier. Eine Antwort kann sie sich nicht geben. Als sie aber entdeckt, dass ihr zweiter Mann eine hohle und verlogene Existenz führt, zeitigt die Aufforderung des russischen Kapitäns Wirkung. Mit der Hurtigruten, einer Schiffverbindung entlang der norwegischen Küste, fährt sie weg, um Christian, eine zurückliegende Zufallsbekanntschaft zu besuchen. Während der Fahrt ist es wieder ein Kapitän, dessen Gespräch sie sucht. Als das Schiff über Nacht den Polarkreis in Richtung Süden überquert hat, begrüßt er sie morgens auf der Brücke mit: „Willkommen in der Welt“.
Sie findet Christian in Boulogne, doch das Zusammensein mit ihm enttäuscht, und sie kehrt an ihren Heimatort zurück. Als Zurückgekommene ist sie nicht mehr Dieselbe und erkennt den Stillstand in ihrem bisherigen Umfeld: „Sie [die Menschen im Dorf] erzählten immer dieselben Geschichten, redeten ohne Unterbrechungen und waren doch schweigsam wie die Landschhaft.“
Sie nimmt Kontakt zu ihrer Jugendliebe auf, dem „dunkelhaarigen“ Morten. Widrige Zufälle hatten verhindert, dass aus ihnen ein festes Paar geworden war. Zunehmende Spannungen mit der Familie ihres Ehemannes, Verleumdungen und die laszive Begehrlichkeit ihres Schwiegervaters lassen die aus „der Welt“ Zurückgekehrte erkennen, dass sie für immer weggehen muss. Während einer Familienfeier im Hause der Schwiegereltern – es ist der Geburtstag ihres Sohnes aus erster Ehe, der dort gefeiert wird – kommt ihr diese Eingebung mit solcher Sicherheit, dass sie ihren neunjährigen Sohn bei der Hand nimmt, ihm leise diesen Entschluss mitteilt und ohne viel Aufhebens geht.
Mit Morten, ihrem Sohn und einem gemeinsamen Kind mit Morten lebt sie fortan in einer helleren Welt.

## Kommentar
Leitmotive sind Finsternis und Zwielicht, sowohl als szenischer Hintergrund als auch im metaphorischen Sinne. Die kleine Hafenstadt am Ende der Welt wird von hoffnungslosen Untoten bewohnt. Zu den wenigen Lichtgestalten des Ortes zählen Kathrine und Morten.
Mythologisch erinnern Dunkelheit und Abgeschiedenheit an den Hades. Die beiden Kapitäne führen Kathrine in die Welt. Ihre aufklärende, Einsichten vermittelnde Rolle lässt sie eine Hermes-Funktion übernehmen. Das Verlassen des Hades, die Nekyia, ist sowohl ein Mythos als auch ein wiederkehrendes literarisches Motiv. ‚Durch Nacht zum Licht‘ ist das Motto von Kathrines Geschichte.
Heraus aus ihrer Lethargie und zu sich selbst findet Kathrine während des kurzen Zwischenaufenthaltes in der Polarnacht, nachdem sie von ihrer ersten größeren Reise zurückgekommen ist. Das Zu-sich-selbst-finden nach Verlassen der gewohnten Umwelt ist charakteristisch für die Gattung des Entwicklungsromans. So gesehen wäre „Ungefähre Landschaft“ ein zeitgenössischer Entwicklungsroman, in dem der Held nicht ein junger Mann ist, sondern eine junge Frau.
Nach zwei gescheiterten Ehen findet Kathrine zu ihrer Jugendliebe, dem dunkelhaarigen Morten. Ihrem literarischen Gegenentwurf, Tony Buddenbrook, ebenfalls zweimal geschieden, war das versagt. Sie konnte ihren Morten Schwarzkopf nur als Erinnerung behalten.

## Textausgabe
- Ungefähre Landschaft. Arche, Zürich 2001, ISBN 3-7160-2288-8.
  - als Fischer-Taschenbuch 18824, Frankfurt am Main 2010, ISBN 978-3-596-18824-6.
  - als Hörbuch: ungekürzte Lesung von Christian Brückner [4 CDs], Regie: Dörte Voland, WDR 5, In: Edition Christian Brückner. Prosa. Parlando, Berlin 2002, ISBN 3-935125-19-4.

## Rezensionen
- Reto Sorg: Lob des Fortkommens. Peter Stamms Roman „Ungefähre Landschaft“. In: NZZ. 23. August 2001.
- Bettina Kugler: Geograf des Ungefähren. Peter Stamm und sein neuer Roman „Ungefähre Landschaft“ – eine Begegnung. In: St. Galler Tagblatt. 29. August 2001.
- Friedmar Apel: Schlangenlinie am Himmel. Peter Stamm liest die nordische Landschaft. In: FAZ. 15. September 2001.
- Martin Brinkmann: Verwaschene Seelenlandschaft. Über den Roman „Ungefähre Landschaft“ von Peter Stamm. In: Am Erker. Zeitschrift für Literatur Nr. 43. Münster, Frühjahr 2002.
- Rezensionsnotizen zu Ungefähre Landschaft bei Perlentaucher